# ゴムタイヤトラム
ゴムタイヤトラムとは、ゴムタイヤで走行し、中央の一本の案内軌条に誘導され走行する中量輸送機関。いくつかの方式が主にフランスで開発・実用化されている。
基本的に架線からの電源供給を必要とし、3両程度連結して走行する。「トラム」は英語で路面電車を意味し、路面電車とトロリーバスの長所を併せ持つ。
案内軌条の代わりに道路上の塗装や磁気マーカに誘導され走行するものも開発されている。

## トランスロール

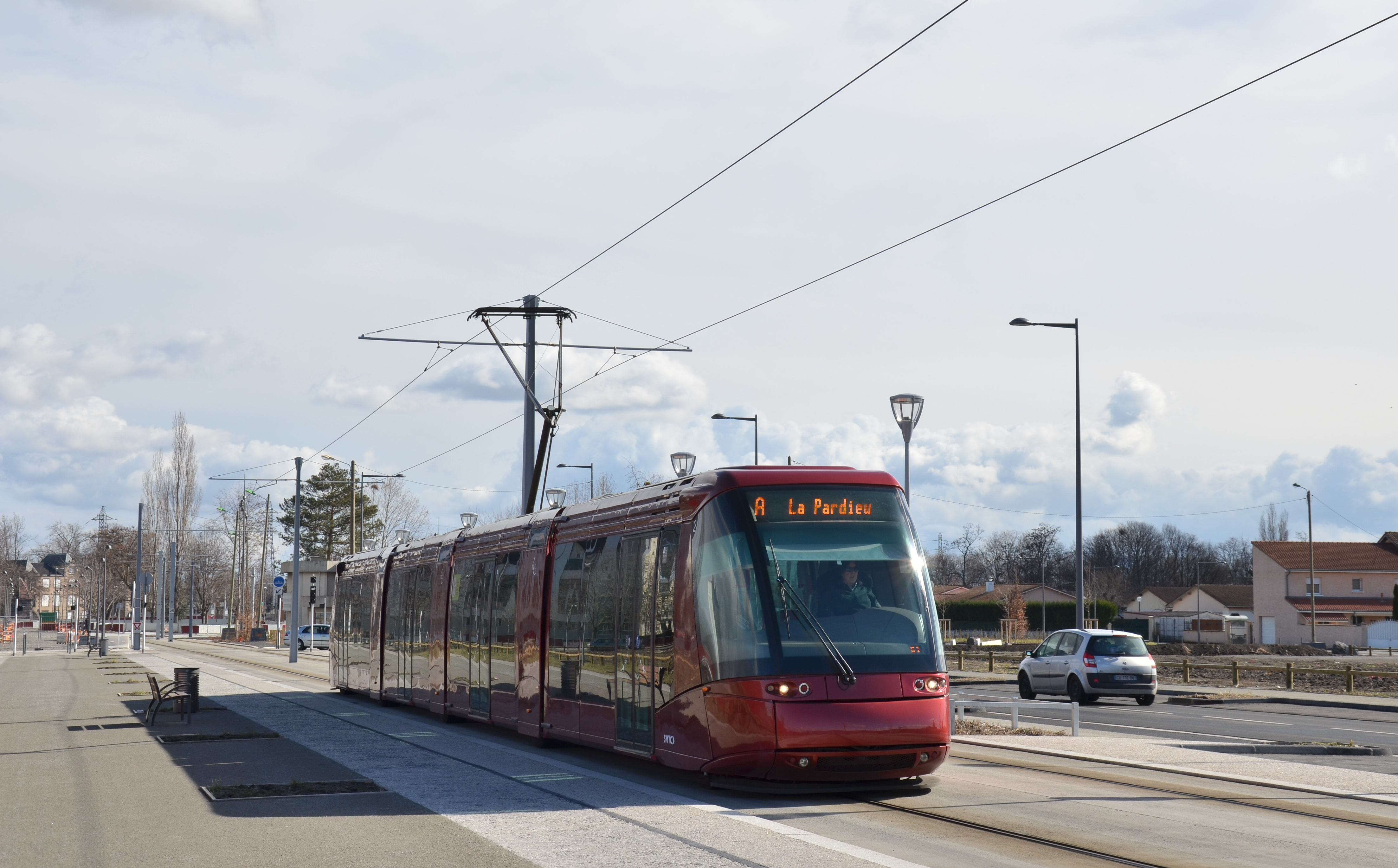
トランスロール（クレルモン＝フェラン）

トランスロールの案内車輪と案内軌条

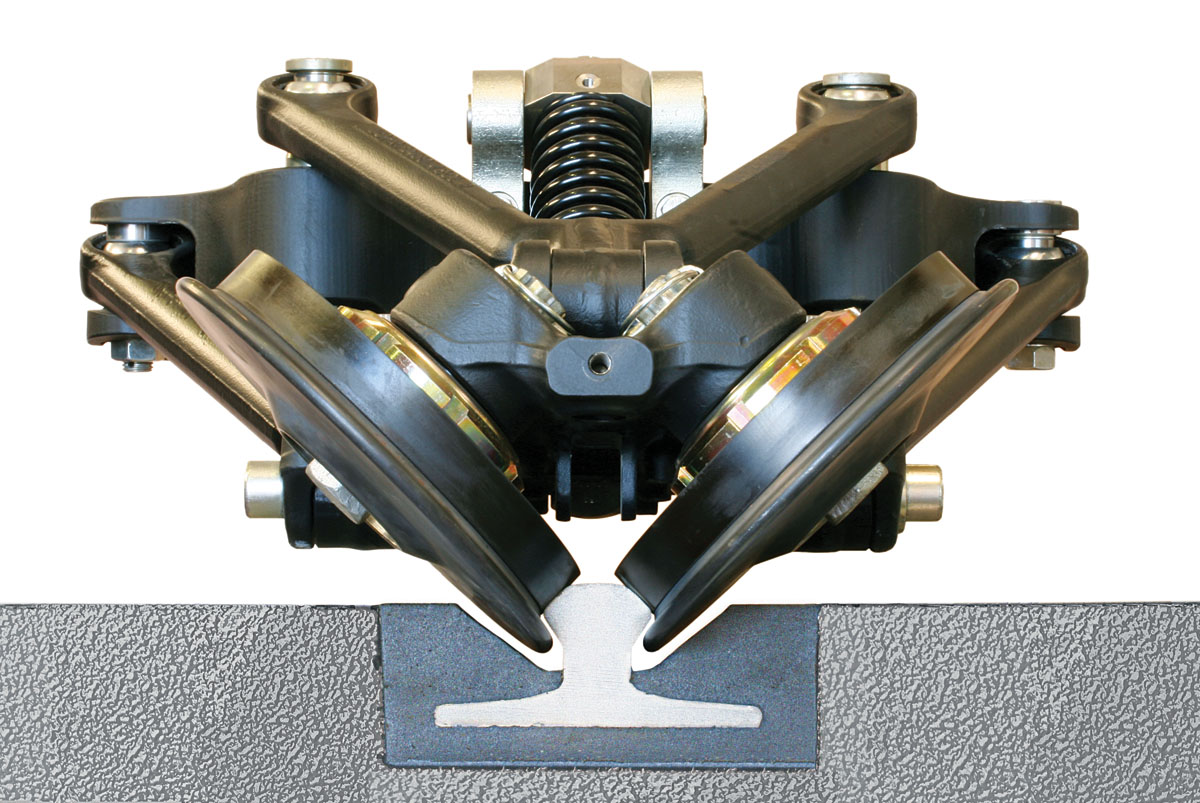

ロール・インダストリーが開発した方式。

### 概要
案内車輪は鉄製で斜めに傾いており、底部にフランジがある。1つのレールに2個の車輪で案内軌条をV字型に挟み込むようになっている。蓄電池を搭載し、短距離ならば案内軌条や架線のない場所（主として車庫内）を走行することも可能。シーメンス社の低床型路面電車 コンビーノと同様のモジュール構造なので、必要に応じて編成の長さを調節できる。運転席は両側にあり、より鉄道に近いデザインとなっている。

後にロールインダストリーは経営難に陥ったため､トランスロールの技術をアルストムに売却している｡

### メリット・デメリット
- ゴムタイヤを使用しているため坂道に強く、最急勾配は13%(130‰)である[1]
- 通常の路面電車よりも急なカーブを走行でき、最小曲線半径は10.5m
- レールの建設コストが安く済む
- 路面電車とのシステムの共用ができないため長期的に見て車両の他社への譲渡等が難しい
- タイヤの磨耗などのコスト面や環境面での問題がある

上記のデメリットを踏まえた上での条件によっては、後述するTVRより技術的にも安定しており、今後の展開が望めるタイプのシステムといえる。

### トランスロールが存在する主な都市
- フランス
  - クレルモン＝フェラン（2006年開業）
  - パリ「T5」（5号線）（2012年開業）、「T6」（6号線）（2013年開業）
- 中国
  - 天津（2006年開業）
  - 上海（2009年 - 2023年）
- イタリア
  - パドヴァ「SIR 1」（1号線）（2007年開業）、「SIR 2」（2号線）・「SIR 3」（3号線）（2026年開業予定）
  - ヴェネツィア「T1」（1号線）（2010年開業）、「T2」（2号線）（2015年開業）
- コロンビア
  - メデジン（2014年開業）

### 日本の動き
日本でも三井物産が中心となって車両を輸入し、2005年6月から大阪府堺市の新日本製鐵堺製鐵所構内に500m程度の実験線を設け、走行試験及び自治体や運輸事業者等に技術の売り込みを行っていたが、結局導入に向けて名乗りを上げる自治体や事業者が無いまま2009年に試験走行を終了、車両はロール・インダストリーに返却され、実験線施設も撤去された。

## TVR

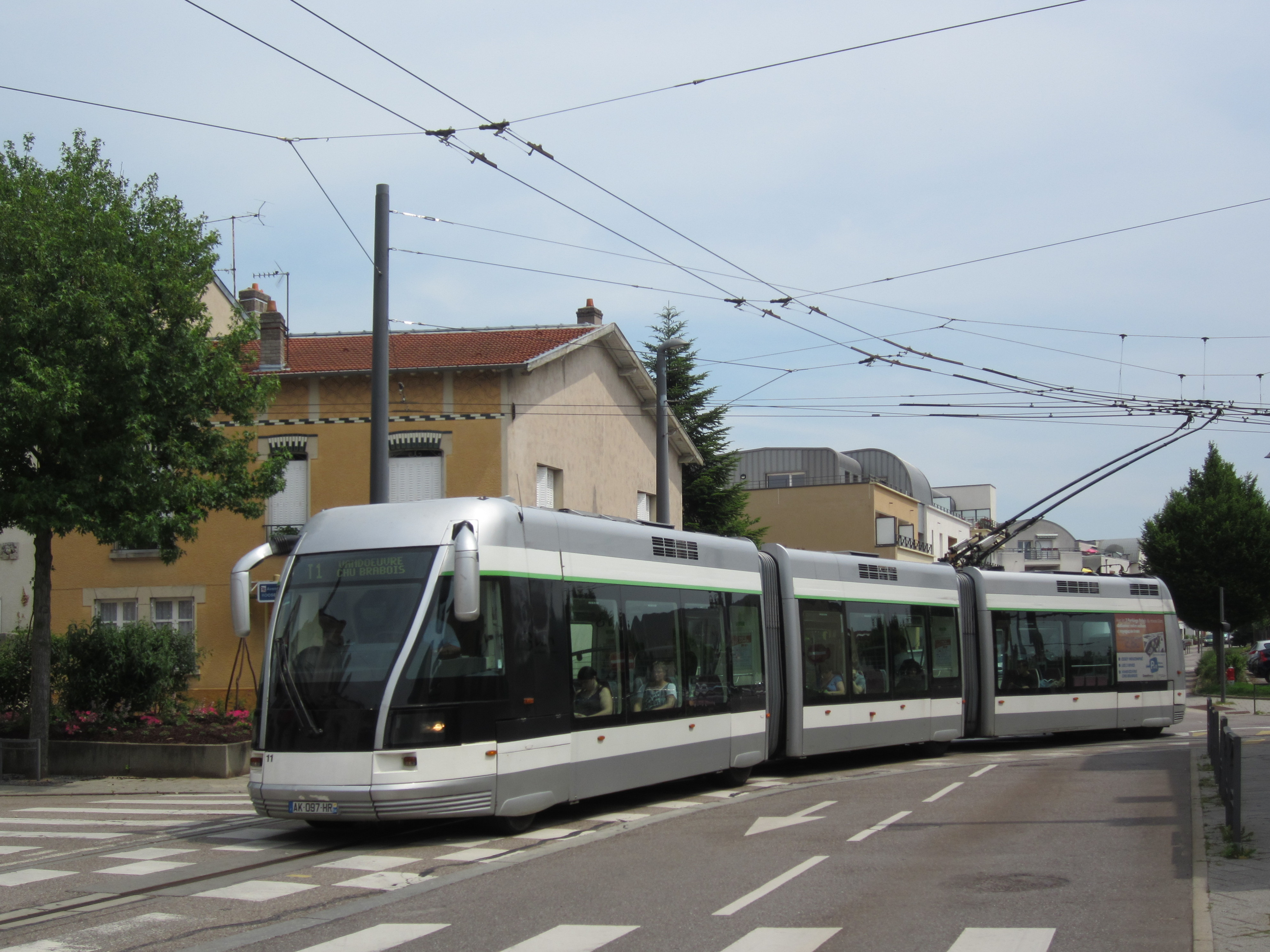
TVR

ドイツのベルリンに本社を置くボンバルディア・トランスポーテーションが開発した方式。フランスの都市ナンシーとカーンで営業運転していた。

### 概要

TVRの案内車輪と案内軌条

案内車輪は鉄製で両側にフランジがあり、案内軌条の真上に乗る。通常は架線から集電してモーターで走行するが、補助動力として発電用ディーゼルエンジンも搭載しているので、架線のない場所を走る事もできる。案内車輪は格納も可能となっており、架線があればガイドレールのない所でも連節トロリーバス（トロリーポール装備の場合に限る）として走行することも可能。さらに架線がない場合は完全な連節バスとして走行することになる。車体は3連節固定となっており運転席は進行方向側にしかない。カーンではパンタグラフによる集電を行っており、全区間に渡って案内軌条が設けられ、トロリーバスモードでの運行は実施していない。

### 問題点の露呈と運行終了
トロリーバスモードから案内軌条に切り替える際には、連結部分に設けられた3つの案内車輪を1つずつ軌条に載せるため、その都度エントランス部分（案内軌条への導入部分）に合わせて停車しなくてはならないが、ナンシーでは営業開始早々エントランス部分への進入の失敗で脱輪するトラブルが多発した。その他、カーブなどで案内軌条からの脱輪が多発し、架線柱を薙ぎ倒す等の事故を引き起こしたため、走行スピードを落とさざるを得ず、定時運行が出来なくなるなどのシステム上の脆弱さも発生している。さらに車両限界を考慮せずに案内軌条を敷設したため、カーブ区間で列車同士がすれ違う際に接触事故を度々起こすなど、インフラ整備の杜撰さから起こるトラブルが度々発生、開業後間もなく改修のため1年もの間運転を見合わせる事態となった。また製造上の欠陥と見られるトラブルから、走行中の車両からモーターが脱落する事故も発生した。度重なるトラブルによって定時運行がままならなくなる事態から、乗務員がストライキを起こす労使紛争にまで発展している。これらの度重なるトラブルが起因して、導入を検討していた他の都市がTVRの採用を見送る事態となり、システムそのものの不安定さと信頼性の欠如が露呈したTVRは、結局上記の2都市での採用に終わっている。なおカーンでは前述の通り全線に亘って案内軌条が設けらており、脱輪事故はほとんど発生していない。
ナンシーでは運営会社とナンシー市当局がボンバルディア・トランスポーテーションを相手取り、損害賠償を請求する訴訟問題にまで発展し、最終的にボンバルディア側が損害賠償に応じる形で和解が成立したが、結局実験的要素が強かったTVRの以後の開発製造を取り止めることとなった。またフランス政府側もナンシーとカーン両市に対して車両の耐用年数経過後の運用方式の変更を勧告し、両市共にTVR方式の廃止と他の中量輸送機関への変更を表明した為、将来的にTVRは姿を消す予定である。カーン市は2018年までにTVR方式の運用を廃止し、路面電車方式へ転換することを正式に表明した。ナンシー市は当初TVRの路線を増やす予定であったが、これらのトラブルのため導入をキャンセルし、代替として連接バスを予定していた区間に導入した。
その後、カーン市のTVRは2017年10月を以て正式に営業運転を終了、廃止となり、約二年後の2019年に鉄軌道方式のLRT、｢トラムウェイ・カーン｣が開業した。運行ルートはそれまでのTVR方式の路線とほぼ同じルートを採用し、車両にはTVRより乗車収容数が大きいアルストム社のLRV｢シタディス｣が導入されている。廃止後、既に製造が打ち切られ予備部品の調達が不可能となっていたことから、保有していた車両の部品と一部の車両が「部品取り車両」としてナンシーに送られている。
ナンシーのTVRはその後も運行を続けていたが、2023年3月12日を以て運行を終了、連接バスを元の路線に投入して置き換えられ廃止となった(今後はトロリーバスへの転換とインフラ整備が行われる予定)。車両はベルギーの収集家による保存のために払い下げられた一編成を除いて、全てスクラップ処分された。これによってTVRは完全に姿を消した。
両市は元々トロリーバスが存在しており、架線などのインフラが整っていたため、建設コストが通常の路面電車と比べて大幅に低減できるという目論見で導入されたが、結果として未成熟な技術を導入したことで生じた問題点や課題が次々と明らかとなる事例となった。

## その他のシステム

### CiViS

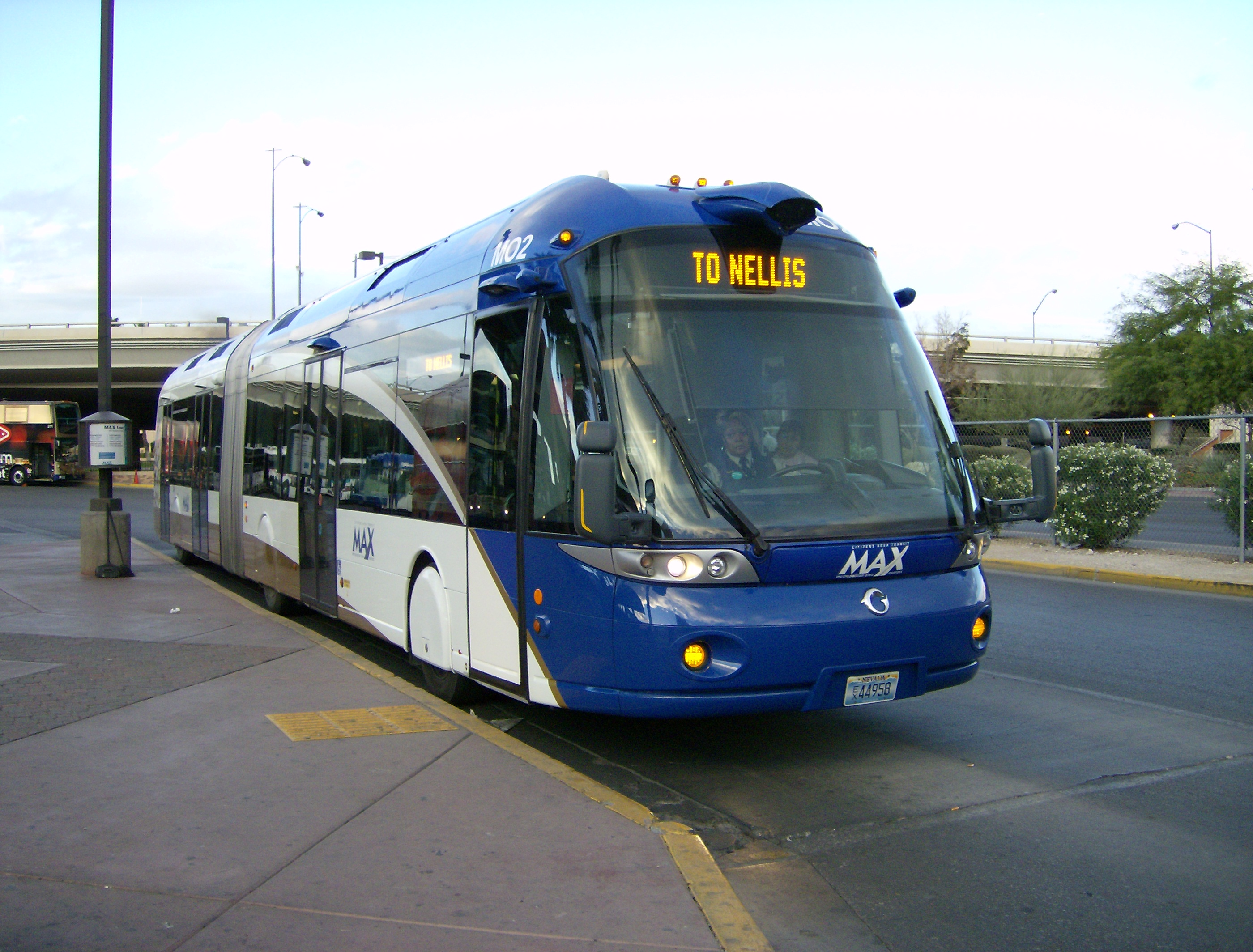
CiViS（ラスベガス）　写真はバスモード

バスメーカーのイリスバスが開発した方式。案内用のレールの代わりに、路上に描かれた白線をデジタルカメラによって光学的に読み取ってコースを維持する。ホイールインモーターによる駆動も特徴。車体は基本的に二連接で、トロリーバスモードまたはバスモードが選択できる。運転席は進行方向側にしかなくレールもないため、トロリーバスや連接バスのように見える。架線がないところではバッテリー又はディーゼルエンジンによる運転が可能で、架線からの給電・バッテリー・ディーゼルエンジンの動力源を使い分けるハイブリッド車である。バスモードの時はガイドウェイバスの一種といってよい。スペインのカステリョン・デ・ラ・プラナ、フランスのルーアン、クレルモン＝フェラン、アメリカ合衆国のラスベガスなどで営業運転している。しかし、積雪や道路上の汚れ、降雨後の路面の照り返し、路上に描かれた線の劣化等、路面状況によって路上に描かれた線が読み取りにくくなる問題が表面化している。

### フィリアス

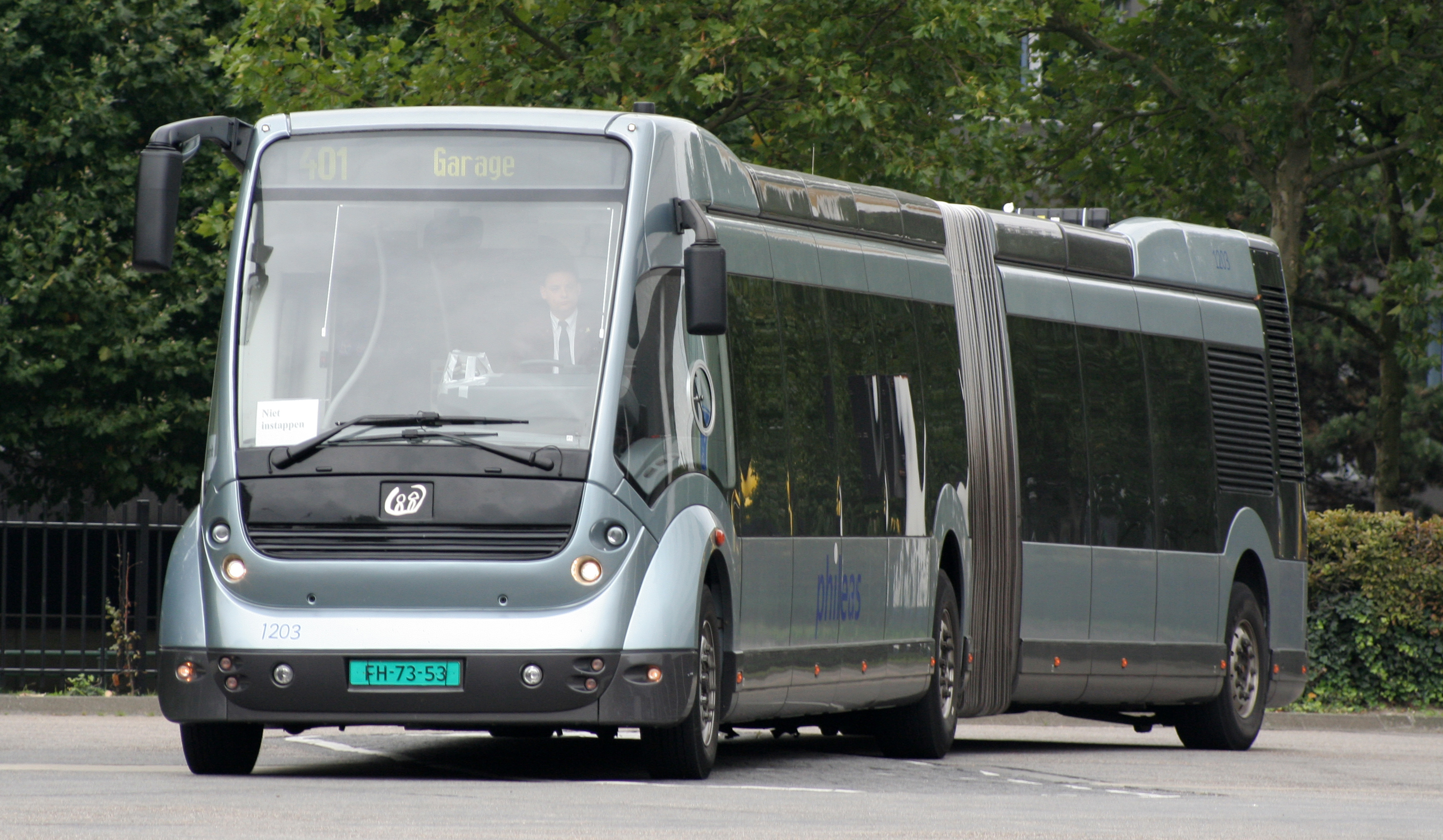
フィリアス　写真はバスモード

オランダではトロリー給電も可能なハイブリッド 連節バス（フィリアス）が開発されている。架線からの給電や案内軌条を必要とせず、磁気マーカーを読み自動走行する。オランダのアイントホーフェン、フランスのドゥエ、等で運行中。バスモードの時はガイドウェイバスの一種といってよい。

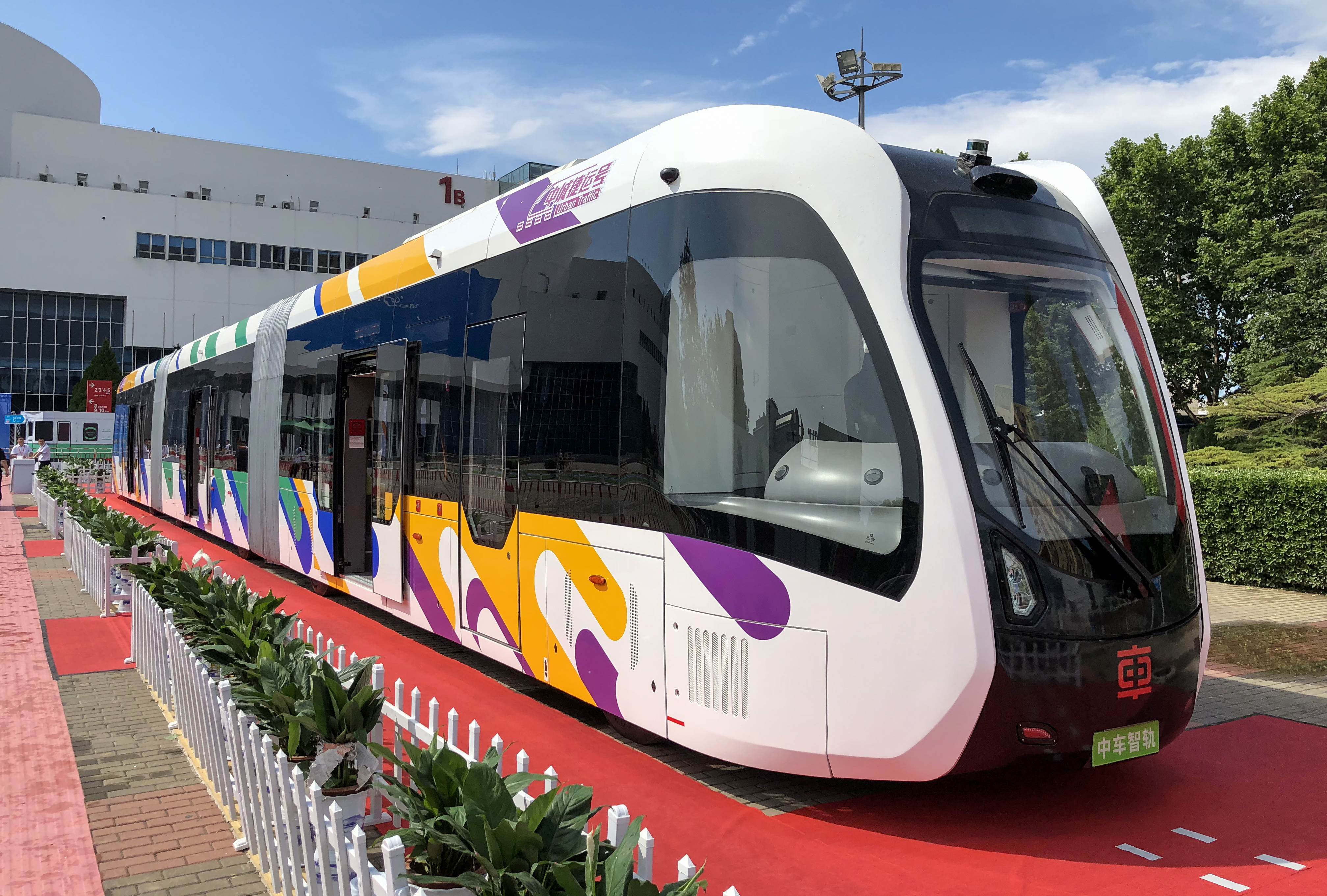
智軌ART

### 智軌
中国中車が製造し、中国国内で運用されているゴムタイヤトラム。「ART」とも呼ばれる。 
路面の白線を読み取って走るため、自動運転バスに近い。
日本でも、山梨県の富士山登山鉄道計画で、LRTを含む鉄道・鉄軌道方式を断念し、代替案の1つとして、本方式を基としたゴムタイヤトラムの導入の検討が報じられている。

## 他の類似交通機関との比較
鉄輪式路面電車との比較
- 長所
  - ゴムタイヤで走行するため、振動や騒音が少ない。
  - 案内軌条の敷設や保守費用が、鉄輪式の線路と比べ安い。
  - 鉄車輪と比べゴムタイヤは摩擦係数が大きいため、急勾配に対応しやすい。また急カーブにも対応できる。
- 短所
  - タイヤの交換費用が必要。
  - 鉄車輪と比べゴムタイヤは摩擦係数が大きいためエネルギー損失が多く惰性走行ができないため、走行時は常にモーターを駆動させねばならず、走行コストが高い。
  - 車内の乗り心地は、ゴムタイヤの接地面に左右される。また走行路に轍が生じやすいため、路面のメンテナンスが必要となる。

トロリーバスとの比較
- 長所
  - 案内軌条で運転を補助する関係からハンドルを操作する必要がない分、走行位置を外れることがないので、比較的運転が容易。
  - 編成長を長くしやすい。
- 短所
  - 案内軌条の敷設とその保守費用が必要。
  - 路上の障害物を回避できない。

連節バスとの比較
- 長所
  - ディーゼル連接バスと比べた場合、電気で走行するため、排気ガスが出ない。
  - 走行位置を外れることがないので、比較的運転が容易。
  - 編成長を長くしやすい。
- 短所
  - 案内軌条及び給電設備の敷設とその保守費用が必要。
  - 路上の障害物を回避できない。
  - 他の補助動力を搭載していなければ給電のないところでは走行できない。
  - 架線式の場合、沿線の景観を損ねる。
  - 案内軌条によってタイヤが一定の位置を往来するため、軌道に轍が出来やすく、道路舗装の定期的なメンテナンスが必要になる。

AGTとの比較
- 長所
  - 建設費用が廉価。
  - 道路よりすぐに乗れるため利便性が高い。
  - 運転手が必ずいるので乗客の安全確保が容易。
- 短所
  - AGTより編成長や車両限界に制約が多い。
  - 交通渋滞に影響され、定時運転が難しい。
  - 他の車に優先することから、交通量の多いところでは交通の妨げとなる。
  - 停留所が道路中央付近にあるので、乗客の交通事故の危険性が高い。
  - 無人運転が困難なので人件費がかさむ。